# Зорев, Михаил Абрамович
Михаил Абрамович Зорев(при рождении Штоклянд; 1903 — 28 июля 1942, Минское гетто, Рейхскомиссариат Остланд) — советский актёр и режиссёр. Заслуженный артист БССР (1938).

## Биография
Сценическую деятельность начал в российских театрах. У 1926 году работал в Бердичевском театре русской драмы. Во время гастролей в Орше, где он играл роль Овода по пьесе Войнич, получил предложение работать в Белоруссии.
С 1926 актёр, потом режиссёр БДТ-1 (театр имени Я.Купалы). Поэт Василь Витка в своих мемуарах назвал Зорева щедрым и добрым человеком.
В 1941 художественный руководитель Белорусского театра юного зрителя.
Начало войны застал в Минске. Помещен оккупационной администрацией в Минское гетто, где и погиб 28 июля 1942 года.

## Творчество
Критика отмечала тонкий психологизм Зорева, его образом присущий интеллектуально-логическое начало в сочетании с лиричностью и эмоциональностью. Наиболее известные роли: Войшалак («Водоворот» Я. Романовича), Комиссар («Мятеж» Дмитрия Фурманова), Евель Цывин («Батькивщина» Кузьмs Чорного), Платон Кречет (одноименная пьеса ААлександра Корнейчука).
Как режиссёр осуществил постановки: «Лен» Евстигнея Мировича (1931, вместе с автором), «Продолжение будет» А. Бруштейн (1934), «Музыкантская команда» Даниила Деля (1936), «Платон Кречет» (1936), «Последние» Максима Горького (1937), «Катерина Жерносек» Михаила Климковича (1938).

## Награды
- орден «Знак Почёта» (20.06.1940) — за выдающиеся заслуги в деле развития белорусского театрального и музыкального искусства